# Callender Lake
Callender Lake è un census-designated place (CDP) degli Stati Uniti d'America della contea di Van Zandt nello Stato del Texas. La popolazione era di 1 039 abitanti al censimento del 2010.

## Geografia fisica
Callender Lake è situata a 32°22′03″N 95°41′54″W (32.367527, -95.698355).
Secondo lo United States Census Bureau, il CDP ha una superficie totale di 11,86 km², dei quali 10,69 km² di territorio e 1,17 km² di acque interne (9,87% del totale).

## Società

### Evoluzione demografica
Secondo il censimento del 2010, la popolazione era di 1 039 abitanti.

### Etnie e minoranze straniere
Secondo il censimento del 2010, la composizione etnica del CDP era formata dal 94,03% di bianchi, l'1,35% di afroamericani, lo 0,77% di nativi americani, lo 0% di asiatici, lo 0,48% di oceanici, l'1,64% di altre razze, e l'1,73% di due o più etnie. Ispanici o latinos di qualunque razza erano il 5,39% della popolazione.